# Roman Xukhèvitx
Roman Xukhèvitx (ucraïnès: Шухевич Роман Осипович)  (Krakovets, 30 de juny de 1907 - Lviv, 5 de març de 1950), nom complet amb patronímic Roman-Taràs Iòssipovitx Xukhèvitx, ucraïnès: Рома́н-Тарас Йо́сипович Шухе́вич, també conegut amb el pseudònim de Taràs Txuprinka, ucraïnès: Тарас Чупринка) va ser un polític ucraïnès, cap militar i general de l'Exèrcit insurgent ucraïnès (UPA).

## Biografia

### Infància
Roman Taràs Iòssipovitx Xukhèvitx va néixer a la ciutat de Kràkovets, poviat de Jaworow, al Regne de Galítsia i Lodomèria situat entre Lviv i l'actual frontera entre Ucraïna i Polònia. Tant el seu pare com la seva mare estigueren involucrats en la renaixença nacional ucraïnesa del segle xix. La família tingué desenes d'activistes comunitaris actius en la política, la música, la ciència i l'art. Xukhèvitx va rebre la seva primera educació fora de Lviv. Va tornar a Lviv per estudiar al gimnàs, i va viure amb el seu avi, un etnògraf. La seva formació política es va veure influenciada per Ievhèn Konovàlets, el comandant de l'Organització militar ucraïnesa, que va llogar una habitació a la casa del pare de Ievhèn Konovàlets entre 1921-1922.

### Joventut
A l'octubre de 1926, Xukhèvitx va entrar a l'Institut Politècnic de Lviv per estudiar enginyeria civil. Al juliol del 1934 va acabar els seus estudis amb una llicenciatura en enginyeria. En aquella època era conegut per les seves capacitats atlètiques, per les quals va rebre nombrosos premis. Era també un consumat músic i amb el seu germà Iuri va fer estudis de piano i cant a l'Institut de Música de Lissenko. Va cantar com a solista a vegades amb el seu germà a l'òpera de Lviv.

### Escoltisme
Durant els seus anys d'estudiant al gimnàs, Xukhèvitx es va convertir en un membre actiu de l'organització escolta ucraïnesa Plast. Va ser membre de la Lissovi Txorti. Va organitzar grups Plast i va fundar la Kurin "Txornomortsi" (Cosacs del mar Negre) el 1927.

### Entrenament militar
Des 1928-1929, Shukhevych fer el seu servei militar en l'exèrcit polonès. Com a estudiant d'educació terciària, va ser enviat de forma automàtica per a la formació d'oficials. No obstant això, es va considerar poc fiable, i en el seu lloc va acabar el seu servei militar com a soldat d'artilleria a Volhynia.

### Organització militar ucraïnesa

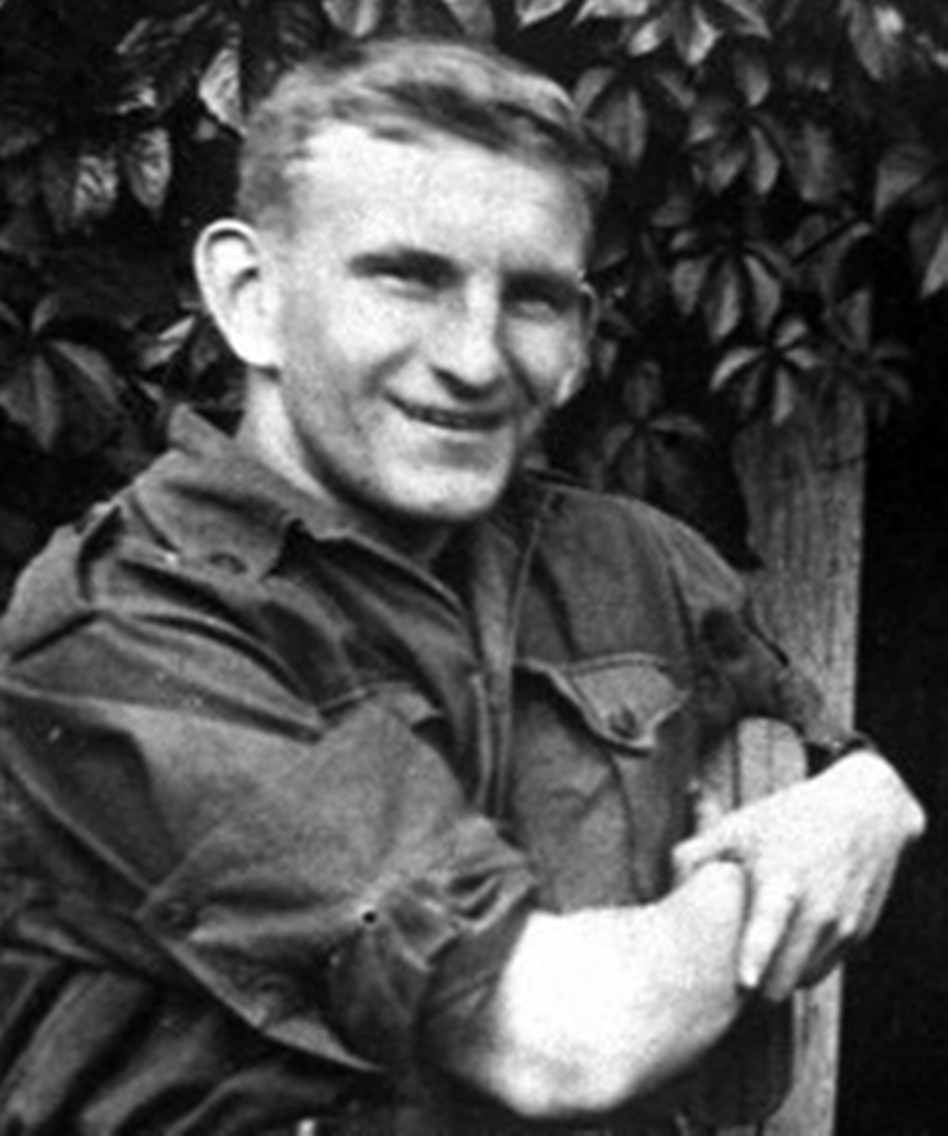
Xukhèvitx el 1930

El 1925, Xukhèvitx s'unia a l'Organització militar ucraïnesa (ucraïnès: Українська Військова Організація, UVO). El 1926, Xukhèvitx va rebre l'ordre d'assassinar el superintendent de l'escola de Lviv, Stanisław Sobiński, acusat de "polonitzar" el sistema educatiu ucraïnès. L'assassinat fou dut a terme per Roman Xukhèvitx i Bohdan Pidhaini el 19 d'octubre del 1926. Al febrer del 1929, es fundava a Viena l'Organització dels nacionalistes ucraïnesos, i Xukhèvitx, sota el nom de "Dzvin" (Campana) esdevingué un representant de l'executiva ucraïnesa.
Xukhèvitx liderà una onada d'atacs contra les llars i propietats poloneses a Galítsia el 1930 amb la intenció de provocar una represàlia de les autoritats poloneses i radicalitzar la societat ucraïnesa.
Xukhèvitx va planejar i també va participar en activitats terroristes i assassinats (de vegades considerats pels nacionalistes ucraïnesos com a actes de protesta contra les polítiques antiucraïneses). Aquestes van incloure:
- La coordinació d'una sèrie d'expropiacions d'oficines del govern polonès per tal de finançar la contínua insurrecció en la lluita per l'autodeterminació nacional d'Ucraïna, és a dir, robatoris a bancs i assalts a oficines postals o vagons.[8]
- L'assassinat, el dia 1 de setembre de 1931, de Tadeusz Hołówko, un polític polonès moderat, que advocava per l'autonomia cultural dels ucraïnesos. El seu assassinat va provocar una commoció i va ser condemnat per les dues societats.[8]
- L'assassinat, el 22 de març del 1932, del comissionat de Policia Czechowski
- L'intent d'assassinat fallit del cònsol soviètic a Lviv, com a protesta per l'Holodomor al centre d'Ucraïna per part de Mikola Lèmik, que per error assassinà l'emissari especial de la NKVD, Aleksey Maikov[9]
- L'assassinat del ministre polonès de l'Interior Bronisław Pieracki, que va ser declarat per la OUN, com a "principal responsable de l'organització i execució de la 'pacificació'" i qualificat de "botxí de la nació ucraïnesa".[10] L'assassinat es va dur a terme 15 juny 1934, a Varsòvia per part de Hrits Matseiko.[11]
- L'assalt a l'oficina postal de Gródek Jagielloński en 30 de novembre de 1932,[12]

Xukhèvitx, Stepan Bandera, Stepan Lenkavski, Iaroslav Stetskò, Iaroslav Starukh, i altres van desenvolupar el concepte de "revolució permanent". Segons la seva tesi, el poble ucraïnès, en ser explotat per un ocupant, només podria obtenir la llibertat a través de la contínua pressió sobre l'enemic. Com a resultat, l'OUN va assumir la responsabilitat de la preparació d'una revolta d'Ucraïna.
Xukhèvitx va prendre part activa en el desenvolupament d'un concepte relatiu a la formació d'un exèrcit ucraïnès. En aquest moment existien dos arguments diametralment oposats. El primer propugnava formar un exèrcit ucraïnès d'emigrants ucraïnesos, el segon un exèrcit nacional que es formaria a l'oest d'Ucraïna, organitzat pels ucraïnesos.

### Empresonament
El juliol del 1934, es van produir detencions massives després de l'assassinat, per part de l'OUN, del ministre d'Afers Interns, Pieracki. El 18 de juliol, Xukhèvitx fou arrestat; l'enviaren al Camp de Concentració de Bereza Kartuska. Al camp, va organitzar un grup d'autodefensa ucraïnès. Al desembre de 1935 va ser absolt i alliberat del camp per falta de proves.
Durant el procés de Varsòvia contra l'OUN (18 nov 1935 a 13 1936) Xukhèvitx va ser cridat com a testimoni. Xukhèvitx es va posar a la seva dret a parlar en ucraïnès per la qual cosa va ser multat amb 200 zloty. Després de saludar el tribunal amb l'anomenada "Glòria a Ucraïna", Xukhèvitx va ser internat de nou.
Des del 19 de gener de 1935, Xukhèvitx fou confinat a la presó de Brihidka a Lviv. Fou empresonat per la seva pertinença a l'executiva regional de l'OUN. L'advocat en aquell procés fou el seu oncle Stepan Xukhèvitx. Xukhèvitx fou sentenciat a tres anys de presó; no obstant això, a causa de l'amnistia del 1935, fou posat en llibertat després d'haver passat mig any al Camp de Concentració de Bereza Kartuska i dos anys a la presó.
Després de ser alliberat en 1937, Xukhèvitx va crear una cooperativa de publicitat anomenada "Fama," (ucraïnès: Фама) que es va convertir en un front per a les activitats de l'OUN. Ben aviat es van establir delegacions a tota Galítsia i Volínia, i dins de la mateixa Polònia. Els treballadors de l'empresa eren membres de l'OUN, majoritàriament presos polítics sovint alliberats recentment, als quals els hagués resultat molt difícil de trobar una altra feina en la Polònia de l'època. La companyia va ser molt reeixida i tenia seccions que treballaven amb la premsa i el cinema, fullets de publicació, impressió de cartells, venda d'aigua mineral, i la compilació de llistats d'adreces. Es va obrir també la seva pròpia secció de transport.

### Ucraïna Transcarpàtica
El novembre de 1938, la Ucraïna Transcarpàtica va guanyar autonomia dins de l'Estat Txec-Eslovac. Xukhèvitx va organitzar l'ajuda financera per al govern de la naixent república i va enviar membres de l'OUN per configurar la Sitx Carpàtica. Al desembre de 1938, va creuar il·legalment la frontera de Polònia a Txecoslovàquia, per viatjar a la ciutat ucraïnesa de Khust. Allà, amb l'ajuda de membres locals de l'OUN i de la intel·ligència alemanya, va establir el quarter general de la lluita contra el govern central txecoslovac.
D'altra banda, el gener de 1939 l'OUN va decidir desfer-se del govern autònom, que semblava massa pro-txecoslovac per a ells. L'intent de cop d'Estat es va produir en la nit del 13-14 de març en relació amb la proclamació de la independència d'Eslovàquia, manegada per Alemanya. Amb l'ajuda de simpatitzants seus entre la policia, els insurgents liderats per Xukhèvitx van obtenir les armes de la gendarmeria, però els seus atacs a les guarnicions de l'exèrcit txecoslovac va fallar. Just a Khust 11 combatents de l'OUN van morir i 51 foren capturats. No obstant això, després de la proclamació de la independència d'Eslovàquia el 14 de març i l'ocupació alemanya de Txecoslovàquia el 15 de març, la Ucraïna Transcarpàtica fou immediatament envaïda i annexionada per Hongria.
Després que acabés l'ocupació de la Ucraïna Transcarpàtica per part d'Hongria, Xukhèvitx va viatjar per Romania i Iugoslàvia a Àustria, on va consultar amb els comandants de l'OUN, se li van donar noves ordres i se l'envià a Danzig per dur a terme activitats subversives.

## Segona Guerra Mundial
A la tardor de 1939, Xukhèvitx es va traslladar a Kraków amb la seva família, on va actuar com a contacte per al Comando Nacionalista Ucraïnès dirigit per Andrí Mèlnik. Ell va organitzar el transport il·legal de documents i materials a través de la frontera germano-soviètica i recollí informació sobre les activitats de l'OUN a Ucraïna.
Les noves realitats polítiques requerien noves formes d'activitat. El comandament dels nacionalistes ucraïnesos no va poder arribar a un acord unificat quant a les tàctiques. Com a resultat, el 10 de febrer de 1940, l'organització a Cracòvia va dividir en dues faccions - una dirigida per Stepan Bandera i l'altra per Andrí Mèlnik. Xukhèvitx es va convertir en membre del Comando Revolucionari de l'OUN encapçalat per Bandera, i es feu càrrec de la secció relativa als territoris reclamats pels ucraïnesos, que després del Pacte Mólotov-Ribbentrop havien estat presos per Alemanya (Podlàquia, Kholm, Nadsiànnia i Lèmkivsxina).
Es va formar una potent xarxa per a la preparació de les activitats subterrànies a Ucraïna. Es van establir cursos de formació paramilitar. Es van preparar quadres militars que estarien al comandament d'un futur exèrcit ucraïnès. Xukhèvitx va preparar el Segon Gran Congrés de l'OUN, que va tenir lloc a l'abril de 1941.

### Batalló Nachtigall
Abans de l'Operació Barbarroja, l'OUN va cooperar activament amb l'Alemanya nazi. D'acord amb l'Acadèmia nacional de les ciències d'Ucraïna i altres fonts, el líder de l'OUN-B Stepan Bandera es va reunir amb els caps d'intel·ligència d'Alemanya, pel que fa a la formació dels batallons "Nachtigall" i "Roland". El 25 de febrer de 1941, el cap de l'Abwehr, Wilhelm Canaris, va sancionar la creació de la "Legió d'Ucraïna" sota comandament alemany. La unitat hauria tingut 800 persones. Xukhèvitx esdevingué un comandant de la Legió del bàndol OUN-B. L'OUN esperava que la unitat es convertiria en el nucli del futur exèrcit ucraïnès. A la primavera, l'OUN va rebre 2,5 milions de marcs per a les activitats subversives contra l'URSS. A la primavera de 1941 la legió es va reorganitzar en tres unitats. Una de les unitats es va fer coneguda com a Batalló Nachtigall, una segona es va convertir en el Batalló Roland, i una tercera va ser enviada immediatament a la Unió Soviètica per tal de sabotejar la rereguarda de l'Exèrcit Roig.
Després d'un entrenament intensiu, el batalló va viatjar a Riàixiv el 18 de juny, i va entrar a Lviv el 29 de juny., on es va proclamar la Llei per l'establiment de l'Estat Ucraïnès. L'administració alemanya, tanmateix, no va donar suport a aquest acte. Alhora, es calcula que al juny-juliol de 1941, més de 4.000 Jueus van ser assassinats en pogroms a Lviv i altres ciutats a l'oest d'Ucraïna.
La primera companyia de la unitat va romandre a Lviv durant només set dies, mentre que la resta de la unitat es va unir més tard, durant la seva marxa cap a l'est cap a Zòlotxiv, Ternòpil i Vínnitsia.
S'afirma que els soldats del Nachtigall participaren en l'assassinat de jueus. Durant la marxa a tres pobles de la regió de Vínnitsia, es va dir que els jueus havien estat tirotejats en massa.
La negativa d'Alemanya a acceptar la proclamació de la independència d'Ucraïna a Lviv, per part de l'OUN-B, el 30 de juny, va portar a un canvi de la direcció del batalló Nachtigall. Com a resultat, Xukhèvitx juntament amb el batalló, fou cridat de nou a Alemanya.

### Batalló Schutzmannschaft 201
A Alemanya, el novembre de 1941, el personal ucraïnès de legió es va reorganitzar en el Batalló Schutzmannschaft 201. Comptava amb 650 persones que van rebre contractes individuals que requerien als combatents que servissin durant un any més.
Els títols de Xukhèvitx eren el de Hauptmann de la primera companyia i subcomandant del Batalló, que va ser comandat per Ievhèn Pobihusxi.
El 19 de març de 1942, el batalló va arribar a Belarús on va servir en el triangle entre Mahiliou - Vítsiebsk - Lépiel.Amb el venciment del contracte d'un any, tots els soldats ucraïnesos es van negar a renovar els seus serveis. El 6 de gener de 1943, que van ser enviats a Lviv a on van arribar el 8 de gener. Roman Xukhèvitx va escapar de l'arrest per part de la Gestapo.
L'historiador polonès-alemany i expert en l'Holocaust Frank Golczewski, de la Universitat d'Hamburg descriu les activitats del Batalló Schutzmannschaft 201 a Belarús com a "partisans combatents i assassins de jueus". John Paul Himka, especialista en la història d'Ucraïna durant la Segona Guerra Mundial, assenyala que encara que les unitats com el 201 batalló s'utilitzaren habitualment per lluitar contra els partisans i matar jueus, ningú ha estudiat les activitats específiques del batalló 201 des d'aquesta perspectiva i aquest hauria de ser un tema d'estudi posterior.
Més de 2.000 partisans soviètics van ser assassinats per personal del batalló durant la seva estada a Belarús.

### Massacres de polonesos

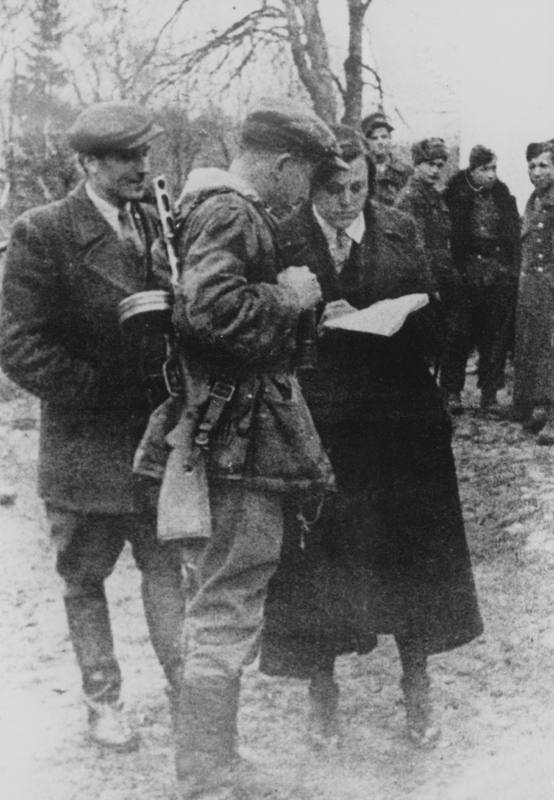
En el sentit de les agulles del rellotge: Roman Xukhèvitx, Dmitro Hritsai i Caterina Miezko a Bútxatx el novembre de 1943, poc abans de la penúltima fase de la massacre de polonesos a Volínia a Rivne, Lutsk, Volodímir-Volinski i Kòvel.

A la primavera de 1943, l'UPA de l'OUN-B posà en marxa una campanya d'assassinats i expulsió en contra de la població polonesa de Volínia, i a principis de 1944 contra els polonesos a Galítsia. Això es va fer com un atac preventiu, a l'espera d'un altre conflicte polonesoucraïnès sobre els territoris en disputa, que van ser reconeguts internacionalment com a part de Polònia en 1923.
El govern polonès a l'exili volia restaurar les fronteres poloneses orientals més enllà de la Línia Curzon, un objectiu que també va ser recolzat per les promeses dels aliats occidentals. La majoria ucraïnesa de Galítsia Oriental, a la qual se li va prometre autonomia, considerà inicialment com a il·legítima l'administració polonesa que vingué a continuació de la Pau de Riga i la Guerra poloneso-soviètica, però després de 1923 la majoria dels ucraïnesos van acceptar esquerpament el domini polonès com un fet que no podien canviar i se centraren a augmentar la seva autonomia. Ucraïnesos en general s'oposaven al règim polonès i tots els moviments polítics ucraïnesos tenien la independència de Polònia com una meta. Dels ucraïnesos van sortir dos enfocaments cap a la independència. Els principals partits evitaven la violència i van buscar la meta de la independència a través de mitjans legals graduals centrats en la preservació dels drets limitats ucraïnesos, mentre que l'OUN va tractar d'utilitzar el terror i la violència en l'oposició al govern polonès. L'OUN considerava Galítsia i Volínia com a territori ètnicament ucraïnès, que s'havia d'incloure en una futura i restaurada república ucraïnesa.
S'estima que fins a 100.000 polonesos van ser assassinats pels nacionalistes ucraïnesos durant el conflicte i 300.000 es van convertir en refugiats com a resultat de la neteja ètnica. Segons Timothy Snyder, entre 40.000 a 60.000 civils polonesos van ser assassinats per l'UPA a Volínia el 1943, i uns 25.000 a Galítsia Oriental Per contra, els assassinats dels ucraïnesos pels polonesos a Volínia resultar ser d'un nombre que oscil·laria entre 10.000 i 20.000 morts a Volínia i Galítsia Oriental, mentre que diversos milers més van ser assassinats pels polonesos en el territori polonès a l'oest. L'historiador de la Universitat d'Alberta Per Rudling ha declarat que Xukhèvitx va comandar l'UPA durant l'estiu de 1943, quan desenes de milers de polonesos van ser massacrats. No obstant això, l'iniciador d'aquestes massacres va ser Dmitro Kliatxkivski. Van atènyer el seu punt màxim al juliol de 1943, mentre que Xukhèvitx no va assumir el comandament de l'OUN fins al 25 d'agost d'aquell any i va dirigir l'UPA fins al novembre del 1943.

## Exèrcit insurgent ucraïnès

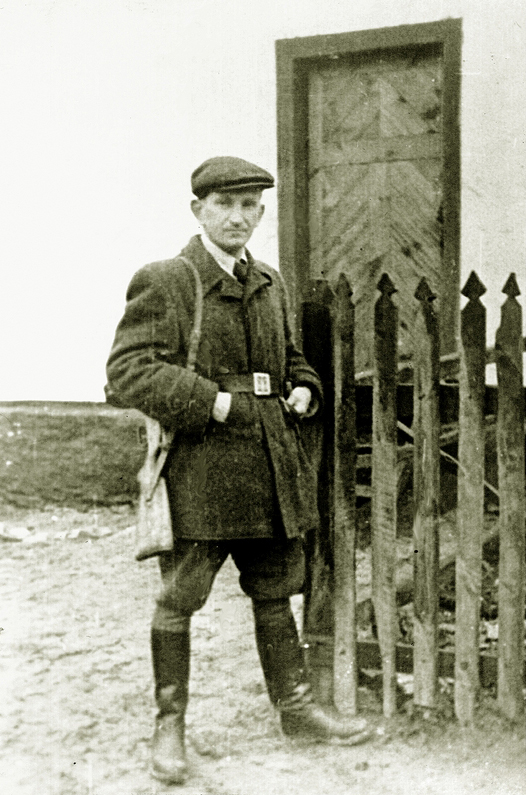
Xukhèvitx, octubre 1943

Després d'escapar de la custòdia alemanya, Xukhèvitx va dirigir un cop més la secció militar de l'OUN. Al maig es va convertir en un membre de la direcció de l'OUN i amb el temps en cap. Sota el lideratge de Xukhèvitx l'evolució del programa pel qual lluitava l'OUN es va perfeccionar. Els seus principis bàsics eren:
- L'oposició a totes les formes de govern totalitari
- Construcció d'un sistema d'Estat democràtic a Ucraïna
- Dret garantit d'autodeterminació contra l'imperi i l'imperialisme.[52]

Segons l'historiador ucraïnès i ex soldat de l'UPA Lev Xankovski, immediatament després d'assumir el càrrec de comandant de l'UPA, Xukhèvitx emeté una ordre que prohibia la participació en activitats antijueves. No obstant això, no s'ha trobat cap registre escrit d'aquesta ordre.
L'Exèrcit Insurgent va ser acompanyat per diverses persones procedents del Caucas i l'Àsia central que havien lluitat en les formacions alemanyes. L'augment dels no ucraïnesos a l'Exèrcit Insurgent Ucraïnès va donar estímul a la conferència especial de les Nacions Captives d'Europa i Àsia, que es va dur a terme 21 a 22 nov, 1943 a Buderaj, a prop de Rivne. L'agenda va incloure la formació d'un pla unificat per a l'atac contra forces d'ocupació.
Durant el període de l'ocupació alemanya, Xukhèvitx va passar la major part del seu temps lluitant en els boscos, i l'agost 1944 sota l'ocupació soviètica va viure en diverses aldees a l'oest d'Ucraïna. Per tal d'unir totes les forces nacionals d'Ucraïna per lluitar per la independència d'Ucraïna, Xukhèvitx va organitzar una reunió entre tots els partits polítics ucraïnesos. Com a resultat, es va formar el Consell Suprem d'Alliberament d'Ucraïna (UHVR).

## Mort
Xukhèvitx va morir en combat contra les unitats especials de l'MVD prop de Lviv, el 5 de març de 1950, a l'edat de 42 anys. Fou succeït com a líder de l'UPA per Vassil Kuk.

## Família
Les autoritats soviètiques aplicaren la lògica de la culpabilitat col·lectiva i perseguiren tots els membres de la família Xukhèvitx. El germà de Roman, Iuri, va ser assassinat a la Presó de Brihidka, a Lviv, i la seva mare, Iehvènia i la seva dona, Natàlia Berezinska, van ser exiliades a Sibèria. El seu fill Iuri Xukhèvitx i la seva filla Mariika van ser internats en un orfenat. D'acord amb els registres oficials de l'NKVD, el cos de Roman Xukhèvitx va ser transportat fora d'Ucraïna, cremat, i les cendres escampades. Això es va fer en el marge esquerre del riu Zbrutx.

## Rescat d'Irene Reichenberg
D'acord amb Volodímir Viatròvitx, historiador especialitzat en l'UPA, Natàlia Xukhèvitx, esposa de Roman Xukhèvitx, va donar refugi a una nena jueva, Irene Reichenberg (o Reisinberg, Reitenberg, en ucraïnès Ірина Райхенберг, transcrit Irina Raikhenberg), la filla d'un veí, a partir de setembre de 1942 fins al febrer 1943. Segons Iuri Xukhèvitx, a principis de la Segona Guerra Mundial la seva família vivia al carrer Reina Jadwiga, on els seus veïns, Wolf i Ruzha Reichenberg eren propietaris d'una botiga de tèxtils. La filla gran, Irma Reichenberg, va ser assassinada pels nazis al carrer el 1942. La seva germana més jove, Irene, va viure amb la família Xukhèvitx durant un cert període mentre es preparava per a l'escola.
Roman Xukhèvitx va utilitzar els seus contactes per fer-li nous documents a la noia, amb el nom ucraïnès d'Ірини Василівни Рижко (transcrit Irina Vassílivna Rijko). De fet, la data de naixement de la nena es va canviar del 1936 al 1937. En els seus nous documents "Irina" va ser catalogada com la filla d'un oficial de l'Exèrcit Roig mort a principis de la guerra.
Després de la detenció de Natalia Xukhèvitx en 1943 per la Gestapo, Roman Xukhèvitx va portar Irene al refugi d'orfes del convent grecocatòlic ucraïnès de Vassilianki al poble de Filipove, prop de la localitat de Kulikiv o Kulików, a 30 quilòmetres de Lviv, on Irene es va mantenir fins al final de la Segona Guerra Mundial i va sobreviure a l'ocupació alemanya i a l'Holocaust. El 1956 Irene va enviar una carta amb la seva foto a la priora del monestir. Després de la guerra Irene va romandre a Ucraïna i va morir el 2007 a Kíev, a l'edat 72. El seu fill Vladímir viu a Kíev. Iuri Xukhèvitx es va reunir amb ell després de la mort de la seva mare.La família Reichenberg s'esmenta en la llista de les víctimes dels nazis al memorial Yad va-Xem d'Israel.
Segons l'historiador ucraïnès i ex soldat de l'UPA Lev Xankovski, immediatament després d'assumir el càrrec de comandant de l'UPA Xukhèvitx va emetre una ordre que prohibia la participació en activitats antijueves. No obstant això, no s'ha trobat cap registre escrit d'aquesta ordre.

## Llegat

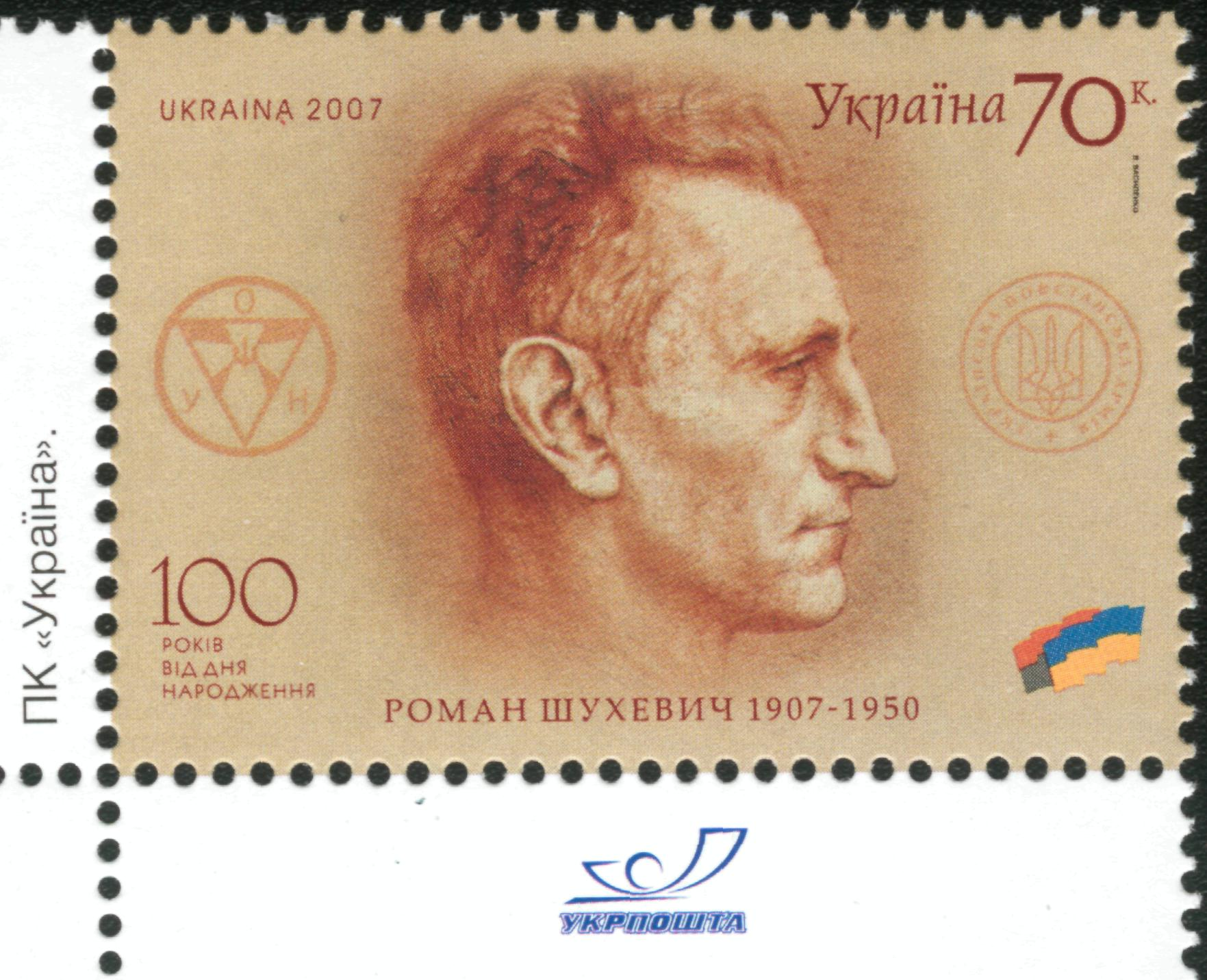
Segell posta ucraïnès commemoratiu del centenari del naixement de Xukhèvitx.

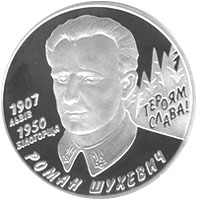
Moneda commemorativa de 5 hrívnies amb l'efígie de Xukhèvitx, 2008

En els aniversaris de Xukhèvitx tenen lloc concentracions massives en diverses ciutats d'Ucraïna.
Va ser interpretat per l'actor canandencucraïnès Hrihori Hladiy en la pel·lícula ucraïnesa Neskoreni (estrenada en anglès com a The Undefeated és a dir "L'invicte").
El 23 d'octubre de 2001, el Museu Històric Lviv va convertir la casa on Xukhèvitx va ser assassinat en un museu commemoratiu.
Es va encunyar segells de correus i monedes, en el seu honor, amb motiu del centenari del seu naixement. A títol pòstum, se li van concedir les més altes condecoracions de l'UPA: la Creu d'Or al Mèrit de combat de primera classe i la Creu al Mèrit d'or.

### Condecoració Heroi d'Ucraïna (anul·lat)
A Roman Xukhèvitx li fou conferit, a títol postum, el títol d'Heroi d'Ucraïna per part del president Víktor Iúsxenko el 12 d'octubre del 2007. El 12 de febrer de 2009, un tribunal administratiu regional de Donetsk va dictaminar que el decret presidencial que expedia el títol era legal, després que un advocat hagués afirmat que els seus drets com a ciutadà van ser violats perquè Xukhèvitx mai va ser un ciutadà ucraïnès.
El president Víktor Ianukóvitx va declarar que el 5 de març 2010 es prendria la decisió de derogar els decrets que honraven com a  Herois d'Ucraïna a Xukhèvitx i el seu company nacionalista Stepan Bandera abans del següent Dia de la Victòria (a l'agost de 2011 va declarar que "si mirem la nostra història passada i construïm el nostre futur basat en aquesta història, que va tenir nombroses contradiccions, ens robarem el nostre futur, la qual cosa està malament"). tot i que el decret d'Heroi d'Ucraïna no preveuen la possibilitat que un decret sobre la concessió d'aquest títol pugui ser anul·lat. El 21 d'abril de 2010, el Tribunal Administratiu d'Apel·lació de Donetsk va declarar il·legal el decret del 12 d'octubre de 2007 en que l'ex president d'Ucraïna Víktor Iúsxenko atorgava el títol d'Heroi d'Ucraïna a Roman Xukhèvitx. El tribunal va dictaminar que l'ex president no havia tingut dret a conferir aquest títol a Xukhèvitx, perquè Xukhèvitx havia mort el 1950 i, per tant, no havia viscut en el territori d'una Ucraïna independent (després del 1991). En conseqüència, Xukhèvitx no era un ciutadà ucraïnès, i aquest títol no se li podia concedir-se, tot i que en l'article 5 de la Llei s'afirma que les condecoracions estatals podran concedir-se als ciutadans d'Ucraïna, als estrangers i als apàtrides" El 12 d'agost de 2010, el Tribunal Superior Administratiu d'Ucraïna va desestimar les demandes contra la declaració d'il·legalitat dels quatre decrets del president Víktor Ianukóvitx, sobre l'adjudicació del títol d'Heroi d'Ucraïna a soldats soviètics i les va arxivar.Als fonaments d'aquesta desestimació va declarar que es basaven en els mateixos arguments utilitzats pel Tribunal Administratiu d'Apel·lació de Donetsk que el 21 d'abril va dictar una apel·lació que privava Roman Xukhèvitx del títol d'Heroi del títol Ucraïna, atès que Xukhèvitx no era ciutadà d'Ucraïna. El títol, no obstant això no va ser retirat, tot esperant una apel·lació davant el Tribunal Administratiu Suprem d'Ucraïna que va anul·lar totes les decisions judicials anteriors el 17 febrer del 2011. El Tribunal Suprem Administratiu d'Ucraïna va dictaminar, l'agost del 2011, que el títol d'Heroi d'Ucraïna de Xukhèvitx era il·legal. L'1 de setembre del 2011 l'expresident Iúsxenko va interposar un recurs davant el Tribunal Suprem d'Ucraïna amb la sol·licitud que revoqués laa decisió del Tribunal Administratiu Suprem d'Ucraïna.